# Zungoli
Zungoli é uma comuna italiana da região da Campania, província de Avellino, com cerca de 1.432 habitantes. Estende-se por uma área de 19 km², tendo uma densidade populacional de 75 hab/km². Faz fronteira com Anzano di Puglia (FG), Ariano Irpino, Flumeri, Monteleone di Puglia (FG), San Sossio Baronia, Villanova del Battista.

## Demografia
| Variação demográfica do município entre 1861 e 2011                               |
|                                                                                   |
| Fonte: Istituto Nazionale di Statistica (ISTAT) - Elaboração gráfica da Wikipedia |